# Yeşilova
Yeşilova (türkisch für grüne Ebene) ist ein Landkreis und eine Kreisstadt im Westen der türkischen Provinz Burdur. Die Stadt liegt etwa 60 Kilometer in südwestlicher Richtung von der Provinzhauptstadt entfernt. Die im Stadtsiegel abgebildete Jahreszahl 1936 dürfte auf das Jahr der Erhebung zur Gemeinde (Belediye/Belde) hindeuten. Allerdings verwenden die offizielle Website und die Facebook-Seite verschiedene Logos.

## Der Landkreis
Der Landkreis Yeşilova wurde im Jahr 1936 eingerichtet (Gesetz Nr. 3012). Zuvor war es eine Nahiya mit Zentrum Kayadibi, später Beylerli. Im Jahr 1867 wurde Satırlar schließlich Hauptstadt des Kreises.
Der Kreis grenzt im Norden und Westen an die Provinzen Denizli und Afyon, im Süden an den Kreis Karamanlı und im Osten an den zentralen Landkreis Burdur. Im Landkreis liegen die Seen Salda Gölü, Akgöl und auf der Grenze zu Burdur der Yarışlı Gölü.
Der Landkreis ist der drittgrößte der Provinz und weist nur etwa ein Drittel der Bevölkerungsdichte der Provinz auf – 13,6 / 37,2 Einw. je km². Neben der Kreisstadt (mit 36,4 Prozent der Kreisbevölkerung) besteht er aus 36 Dörfern mit durchschnittlich 266 Einwohnern. Elf Dörfer haben mehr Einwohner als der Durchschnitt, Salda (1120) und Güney (1089) sind die größten. Beide hatten um das Jahr 2000 bedeutend mehr Einwohner und waren noch Gemeinden (Belediye). Das kleinste Dorf der Provinz (Beyköy mit 25 Einw.) ist ebenfalls im Landkreis zu finden.
Der 196 oder 182 m tiefe Kratersee Salda Gölü bei der Gemeinde Salda ist chemisch, weil alkalisch, und daher auch biologisch eigenartig und soll ab 2023 als Nationalpark unter Schutz stehen.